# Under Cover
Under cover é o nono álbum de estúdio do cantor de heavy metal Ozzy Osbourne, lançado em 1 de Novembro de 2005. O disco é o único de Osbourne completamente composto por canções cover, como por exemplo Mississippi Queen da banda Mountain

## Visão geral
Enquanto Osbourne cita os Beatles como sua banda favorita, sua música favorita de todos os tempos é "A Whiter Shade of Pale", de Procol Harum. Ele desejava regravar essa música, mas foi desaconselhado, uma vez que o, na época, ex-guitarrista Zakk Wylde regravou a música com sua banda Black Label Society em seu álbum de 2004, Hangover Music Vol. VI.
Under Cover é o único álbum de Osbourne com as participações de Chris Wyse no baixo e de Jerry Cantrell, do Alice in Chains, como guitarrista. Somente quatro músicas do álbum não haviam estado anteriormente presentes no box Prince of Darkness: "Rocky Mountain Way", "Sunshine of Your Love", "Woman" e "Go Now".
O álbum está também disponível em formato DualDisc, contendo a faixa bônus "Changes" (originalmente do Black Sabbath), interpretada por Osbourne e sua filha Kelly Osbourne. O lado DVD contém todas as canções com som aperfeiçoado, um documentário intitulado Dinner with Ozzy and Friends, e um clipe da canção "In My Life".
"Mississippi Queen" foi lançada como single e alcançou o número 10 na Hot Mainstream Rock Tracks.

## Faixas
| N.º | Título                                      | Compositor(es)                                                         | Artista original    | Duração |  |
| 1.  | "Rocky Mountain Way"                        | Rocke Grace, Kenny Passarelli, Joe Vitale, Joe Walsh                   | Joe Walsh           | 4:32    |  |
| 2.  | "In My Life"                                | Lennon/McCartney                                                       | The Beatles         | 3:30    |  |
| 3.  | "Mississippi Queen"                         | Corky Laing, Felix Pappalardi, David Rea, Leslie West                  | Mountain            | 4:11    |  |
| 4.  | "Go Now"                                    | Larry Banks, Milton Bennett                                            | Bessie Banks        | 3:42    |  |
| 5.  | "Woman"                                     | John Lennon                                                            | John Lennon         | 3:45    |  |
| 6.  | "21st Century Schizoid Man"                 | Robert Fripp, Michael Giles, Greg Lake, Ian McDonald, Peter Sinfield   | King Crimson        | 3:53    |  |
| 7.  | "All the Young Dudes"                       | David Bowie                                                            | Mott the Hoople     | 4:34    |  |
| 8.  | "For What It's Worth"                       | Stephen Stills                                                         | Buffalo Springfield | 3:20    |  |
| 9.  | "Good Times"                                | Vic Briggs, Eric Burdon, Barry Jenkins]], Danny McCulloch, John Weider | The Animals         | 3:45    |  |
| 10. | "Sunshine of Your Love"                     | Pete Brown, Jack Bruce, Eric Clapton                                   | Cream               | 5:10    |  |
| 11. | "Fire"                                      | Arthur Brown, Vincent Crane, Mike Finesilver, Peter Ker                | Arthur Brown        | 4:08    |  |
| 12. | "Working Class Hero"                        | John Lennon                                                            | John Lennon         | 3:22    |  |
| 13. | "Sympathy for the Devil"                    | Mick Jagger, Keith Richards                                            | The Rolling Stones  | 7:11    |  |
| 14. | "Changes" (faixa bônus, com Kelly Osbourne) | Ozzy Osbourne, Tony Iommi, Geezer Butler, Bill Ward                    | Black Sabbath       | 4:07    |  |

## Músicos
- Ozzy Osbourne – vocal
- Jerry Cantrell – guitarra
- Chris Wyse – baixo
- Mike Bordin – bateria

Músicos convidados
- Ian Hunter – vocal em "All the Young Dudes"
- Leslie West – solo de guitarra em "Mississippi Queen"
- Robert Randolph – pedal steel em "Sympathy for the Devil", solo de guitarra em "21st Century Schizoid Man"

## Desempenho comercial
| Ano  | Tabela               | Posição |
| ---- | -------------------- | ------- |
| 2005 | Swedish Albums Chart | 50      |
| 2005 | UK Albums Chart      | 67      |
| 2005 | Swiss Albums Top 100 | 95      |
| 2005 | Billboard 200 (USA)  | 134     |

| Ano  | Single              | Tabela                  | Posição |
| ---- | ------------------- | ----------------------- | ------- |
| 2003 | "Changes"           | UK Singles Chart        | 1       |
| 2003 | "Changes"           | Irish Singles Chart     | 7       |
| 2004 | "Changes"           | German Singles Chart    | 9       |
| 2004 | "Changes"           | Norwegian Singles Chart | 15      |
| 2004 | "Changes"           | Swedish Singles Chart   | 26      |
| 2004 | "Changes"           | Austrian Top 40 Singles | 31      |
| 2005 | "In My Life"        | UK Singles Chart        | 63      |
| 2005 | "Mississippi Queen" | Mainstream Rock (USA)   | 10      |